# Пийтер Голода
Пийтер Голода (угор. Péter Holoda, 9 січня 1996) — угорський плавець.
Учасник Олімпійських Ігор 2016 року.
Призер Чемпіонату світу з водних видів спорту 2017 року.